# Litoria chloristona
Espèce
Litoria chloristona est une espèce d'amphibiens de la famille des Pelodryadidae.

## Répartition
Cette espèce est endémique de Papouasie-Nouvelle-Guinée. Elle se rencontre de Kopi à Port Moresby et à Sogeri du niveau de la mer à 500 m d'altitude.

## Description
Les mâles mesurent de 19,6 à 23,8 mm et les femelles de 23,7 à 27,4 mm.

## Publication originale
- Menzies, Richards & Tyler, 2008 : Systematics of the Australo-Papuan tree frogs known as Litoria bicolor (Anura : Hylidae) in the Papuan region. Australian Journal of Zoology, vol. 56, no 4, p. 257–280.